# Ранкович, Анджелия
Анджелия (Анджа) Ранкович (сербохорв. Анђелија «Анђа» Ранковић / Anđelija «Anđa» Ranković), урождённая Анджелия Йованович (серб. Анђелија Јовановић / Anđelija Jovanović; 26 апреля 1909 года, Избиште — 11 июня 1942 года, гора Гат, около Гацко) — югославская партизанка, участница Народно-освободительной войны. Народный герой Югославии. По профессии — работница текстильной фабрики.

## Биография

### Ранние годы
Родилась 26 апреля 1909 года в селе Избиште около Вршаца. Родом из крестьянской семьи. Отец — Матея Йованович, воспитал шестерых детей. Окончила начальную школу в родном селе и с сестрой Даницей переехала во Вршац, где окончила 4 класса низшей гимназии. В школьные годы вступила в революционное молодёжное движение, посещала курсы эсперанто. Читала достаточно много, особенно русских писателей: Л. Н. Толстого, Ф. М. Достоевского, И. С. Тургенева и др. Также увлекалась марксистской литературой. В 1927 году принята в Союз коммунистической молодёжи Югославии, в том же году арестована за участие в нескольких акциях протеста.

### Революционная деятельность
Из-за серьёзных материальных проблем в семье Анджа и Даница в 1928 году вместе со старшим братом Исой, выучившимся на механика, переехали в Белград. Анджа стала работать на заводе по производству штор и ковров «Jerolimerk a.d.» в Душановаце. Здесь она узнала все трудности жизни текстильных рабочих и присоединилась к их движению за права. В том же году её приняли в Коммунистическую партию Югославии. Она занималась агитацией среди молодых рабочих, призывая их включиться в борьбу за рабочие и гражданские права. В 1929 году после установления диктатуры 6 января полиция начала проводить облавы на всех противников монархии. После одной неудачной забастовки Анджу арестовали и выслали на два года в родное село.
В родном селе Анджа проживала под строгим надзором полиции, но не прекращала политическую деятельность. В Избиште была образована партийная ячейка, лидером которой был Жарко Зреняни, избранный в 1930 году секретарём Вршацкого районного комитета КПЮ. В то время в Избиште был и брат Иса, активный деятель профсоюзного движения. В 1932 году Анджа вернулась в Белград и устроилась работать на фабрику по производству носков «Моравия» в Звездаре. Изучив на практике политическую агитацию и партийную деятельность, Анджа направила много усилий в помощь рабочим текстильной промышленности, агитируя за вступление в партию и призывая молодёжь к классовой борьбе. Работала в «Красной помощи», закупая одежду, обувь и оборудование в помощь арестованным коммунистам и их семьям (особую заботу она проявляла к жёнам и матерям арестованных). Она хорошо была знакома с Даринкой Ранкович, матерью своего будущего мужа Александра Ранковича, который был осуждён в 1929 году.
В 1934 году Ранкович снова была арестована, поскольку её деятельность вызвала подозрения у полиции. Анджа пребывала в тюрьме управления Белграда под названием «Главняча», где подвергалась пыткам. Один из арестованных студентов технического училища заявил, что Ранкович передавала ему подпольную партийную литературу, что она упорно отрицала. Вскоре полицейские арестовали и её брата Ису, но Анджа продолжала настаивать на своей невиновности. Из-за нехватки доказательств её пришлось отпустить и позволить вернуться в родное село, однако вскоре Анджа снова приехала в Белград, устроившись работать на текстильную фабрику «Елка» на Дорчоле. Там она продолжила свою профсоюзную и партийную деятельность, создав профсоюзную группу, которая занималась чтением революционной и марксистской литературы, изданием профсоюзного журнала «Радник» и подготовкой встреч с рабочими других заводов (особенно из Карабурмы и Чукарицы). Там специально для женщин организовывались классы по ликвидации безграмотности.
Анджа участвовала во многих демонстрациях и забастовках, дружила с революционной молодёжью и студентами. После очередного ареста и освобождения она уехала в Земун, но недолго там пребывала: в материалах полиции она называлась «бунтовщицей» и «зачинщицей смуты», поэтому работу найти было ей трудно. Она работала в мастерской Рудольфа Полака, но затем опять была выслана из Белграда. Некоторое время работала помощницей адвоката Светозара Йовановича в Баине-Баште. В 1935 году отбывавший наказание в Сремска-Митровице и Лепоглаве Александр Ранкович освободился и встретился наконец с Анджелией. Они обвенчались во Вршаце, где прожили некоторое время и затем переехали в Белград, где проживали нелегально на Пашином холме. Тогда начался период профессиональной деятельности Андежлии и Александра в коммунистической партии Югославии. В 1936 году Александр стал членом Сербского краевого комитета КПЮ, в 1937 году — членом ЦК КПЮ.
Вместе с Вукицей Митрович, Лепой Стаменкович и Милошем «Мршо» Матиевичем в 1936—1937 годах Анджа продолжала агитацию среди рабочих текстильной промышленности Белграда: она была в руководстве профсоюза текстильных рабочих, женском отделении межпрофессионного комитета в Управлении синдикатов Белграда и т. д. В деятельность Анджи входило и обслуживание обществ культуры и искусства, женские кружки на текстильных заводах и курсы политподготовки. В 1937—1938 годах она входила в Комиссию по женскому труду при Сербском краевом комитете КПЮ. В 1939 году она вошла в Карабурмский районный комитет КПЮ и в том же году была арестована полицией после облавы. Среди 30 арестованных коммунистов, помимо Анджи, были Вукица Митрович, Иса Йованович и Светозар Вукманович. Все 30 человек отбывали наказание в тюрьме на Аде Циганлии. В июле 1939 года Анджелия предстала перед Государственным судом по защите государства, но была оправдана стараниями адвоката Ивана Рибара. После освобождения Анджа прекратила временно работу и занялась воспитанием своего новорождённого сына Миливое. В 1941 году, за считанные месяцы до начала войны, она числилась сотрудницей Белградского городского комитета КПЮ.

### Народно-освободительная война Югославии
После оккупации Югославии гитлеровцами и их сателлитами Анджа отдала своего сына Миливое, которому был всего один год, на попечение старшей сестры Рочи. Воспитанием сына в течение всей войны занимались Роча, проживавшая в Белграде, и свекровь из села Дражевац под Обреновацем. Летом 1941 года Анджа работала подпольно в Белграде, вовлекая гражданское население в народно-освободительное движение. Она участвовала не только в подготовке и организации, но и проведении ряда диверсий. Так, 29 июля Анджа помогла своему супругу бежать из тюремной больницы на Видинской улице. Ранкович пробыл некоторое время в Белграде в глубоком подполье, а затем выбрался на освобождённую партизанами территорию Западной Сербии. В середине ноября после серии партийных провалов и массовых арестов коммунистов она решила покинуть город и вместе с группой подпольщиков — Спасения «Цана» Бабович, Милентие Попович, Любинка «Буба» Милосавлевич, Лепа Жуйович и др. — отправилась в подконтрольное партизанам Ужице. Туда же направился и Александр Ранкович, вошедший в Верховный штаб НОПО Югославии.
В окрестностях Ужице Анджа занималась организацией обыденной жизни благодаря своим талантам. Так, она делала большой акцент на культурной и политической грамотности женщин. Однако после первого антипартизанского наступления пала Ужицкая республика, и партизаны вынуждены были отступить в Санджак.. До января 1942 года Анджа вместе с другими руководителями КПЮ из Сербии вела деятельность в Нова-Вароше, где организовывала партизанские отряды и первые бригады. После второго антипартизанского наступления она ушла в Боснию, где в Чайниче, 1 марта 1942 года была образована 2-я пролетарская ударная бригада. Заместителем политрука в бригаде была назначена Спасения Бабович, которая посоветовала Андже также стать партийным инструктором в руководстве бригады, но та наотрез отказалась, выразив желание сражаться на равных с партизанами. Анджа была назначена заместителем политрука и партийного руководителя 2-й роты 4-го Ужицкого батальона. После формирования бригада отошла в Восточную Боснию, где успешно вела бои против югославских четников в окрестностях Власеницы и Сребреницы, а затем блокировала опорные пункты усташей в Рогатице и Хан-Пиесаке. В конце апреля в Восточной Боснии, Черногории и Герцеговине развернулось широкомасштабное наступление, в ходе которого бригада в мае вела бои против итальянцев и четников за города Чайниче, Горажде и Фоча, а в начале июня сражалась на левом берегу реки Тары, Добри-Доле и у Гацко.
В связи с опасностью того, что четники из Герцеговины (Гацко-Поле) и Черногории могли создать угрозу частям Верховного штаба и раненым, в районе Врбницы и долине реки Сутьеска три батальона из 1-й пролетарской ударной бригады и 4-й Ужицкий батальон из 2-й пролетарской ударной бригады должны были подготовиться к бою против четников на горе Гат недалеко от Гацко. Продвигаясь по практически непроходимой местности, батальоны 1-й пролетарской бригады приступили слишком поздно к сражению, поэтому штаб 4-го Ужицкого батальона, ничего не зная о судьбе сослуживцев, приказал атаковать противника, назначив время: на рассвете 11 июня 1942 года. Четники находились в руинах австро-венгерской крепости и превосходили нападавших по численности личного состава и по вооружению, которое им поставляли итальянцы. Слабо вооружённый 4-й батальон потерпел неудачу при попытке выбить четников и отступил. В ходе боя погибло 32 человека, 23 было ранено: это составляло одну треть личного состава батальона. Четыре женщины, в том числе Анджа Ранкович, погибли: Ранкович была смертельно ранена из пулемёта, пытаясь прикрыть отступление своих бойцов.

## Семья
Анджа была женой Александра Ранковича и родной сестрой Исы Йовановича (оба — Народные герои Югославии и ведущие государственные деятели послевоенной Югославии). После смерти у неё остался сын Миливое (Мича), который пережил войну. Аня Ранкович, дочь Миливое Ранковича и внучка Анджелии Ранкович, стала телеведущей.

## Память
- Указом Иосипа Броза Тито от 6 июля 1953 года Анджелии Ранкович посмертно присвоено звание Народного героя Югославии[1][5].
- Звание Народного героя получили также её супруг Александр Ранкович, ставший в послевоенные годы одним из высших государственных и партийных руководителей и соратником Тито, и брат Иса Йованович, один из ведущих государственных деятелей СР Сербии и САК Воеводины[1].
- Имя Анджелии Ранкович присвоено улицам в городах Избиште[6], Нови-Сад[7], Суботица[8], Зренянин[9], Вршац[10], Мокрин[11], Чуприя[12], Палич[13] и деревне Велико-Орашье[14].
- В 1955 году во Вршаце установлен бюст Анджелии Ранкович в городском парке вместе с бюстами других военных и политических деятелей партизанского движения Югославии. Автор работы — Екатерина Ристивоева[15]. В Избиште на Мемориале павшим борцам изображены два бронзовых рельефа с лицами двух местных уроженцев — Анджелии Ранкович и Жарко Зренянина[15].
- Имя Анджелии Ранкович носила текстильная мастерская в самом старом каменном доме Белграда, относящаяся к известному текстильному комбинату «БЕКО»[16].